# Paper Rex
Paper Rex là 1 tổ chức thể thao điện tử Singapore  có trụ sở tại Singapore. Tổ chức này được đồng sáng lập vào tháng 1 năm 2020 bởi Harley "dsn" Örwall và Nikhil "nikH" Hathiramani. Paper Rex chủ yếu được biết đến với đội Valorant, được công bố là một trong những đội  thành viên nhượng quyền thương hiệu tiên phong trong giải đấu hàng đầu của Valorant, VCT ở khu vực Thái Bình Dương.

## Lịch sử
Paper Rex được thành lập vào tháng 1 năm 2020 bởi Harley "dsn" Örwall, một cựu tuyển thủ Counter-Strike chuyên nghiệp và Nikhil "nikH" Hathiramani, người sáng lập kiêm tổng biên tập của CSGO2ASIA, Matthew Djojonegoro, một nhà thiết kế trò chơi và quản lý, và Gad Tan, giám đốc sáng tạo đã tốt nghiệp Đại học New South Wales. Tổ chức sử dụng Dreamcore Dream Centre, một trung tâm thể thao điện tử, trung tâm giải trí và cửa hàng bán lẻ tại Singapore để làm nơi cho trung tâm đào tạo của họ.

## Valorant

### Lịch sử
Paper Rex thi đấu Valorant với đội hình đầu tiên của họ vào ngày 20 tháng 7 năm 2020, mua lại các thành viên của đội Vindicta Singapore.
Vào ngày 8 tháng 2, Paper Rex bắt đầu mùa giải 2021 bằng cách thông báo chuyển đội hình Counter-Strike: Global Offensive của họ sang Valorant, bao gồm Kumaresan "Tommy" Ramani, Aaron "mindfreak" Leonhart, Jason "f0rsakeN" Susanto, Benedict " Benkai" Tan, Jorell "Retla" Teo, Khalish "d4v41" Rusyaidee và Alex "alecks" Salle là huấn luyện viên của họ.
Vào ngày 20 tháng 5 năm 2021, Paper Rex thông báo về sự ra đi của Tommy. Vào ngày 21 tháng 5 năm 2021, chỉ một ngày sau, Paper Rex thông báo về việc ký hợp đồng với Zhan Teng "shiba" Toh. Paper Rex sẽ đứng thứ 2 trong Vòng loại trực tiếp Challengers Giai đoạn 3 Đông Nam Á, đủ điều kiện tham dự Masters Berlin 2021 và xếp thứ 13-15.
Vào ngày 28 tháng 9 năm 2021, Paper Rex thông báo về việc ký hợp đồng với Wang "Jinggg" Jing Jie, chuyển Shiba sang vị trí dự bị do việc thực hiện nghĩa vụ quân sự bắt buộc của anh ấy.
Paper Rex bắt đầu mùa giải 2022 bằng việc đứng thứ nhất trong Challengers Giai đoạn 1 MY/SG và Challengers Giai đoạn 1 APAC, đủ điều kiện tham dự Masters Reykjavík 2022 với tư cách là đội hạt giống hàng đầu của khu vực APAC, nơi họ đứng thứ 4, vị trí cao kỷ lục khi đó của họ trong một giải đấu quốc tế. Paper Rex tiếp tục lặp lại kỷ lục quốc nội của họ trong giai đoạn tiếp theo, xếp thứ nhất trong Challengers Giai đoạn 2 MY/SG và Challengers Giai đoạn 2 APAC. Điều này giúp họ đủ điều kiện tham gia Masters Copenhagen 2022, nơi họ xếp thứ 2 sau FunPlus Phoenix và là đội Châu Á (và APAC) đầu tiên lọt vào chung kết, vượt qua thành tích trước đó và ghi nhận vị trí cao nhất của họ trong một sự kiện quốc tế cho đến nay. Paper Rex  đủ điều kiện tham dự Valorant Champions 2022 tại Istanbul, Thổ Nhĩ Kỳ nhưng không vượt qua được vòng bảng và xếp thứ 9-12. Vào ngày 21 tháng 9 năm 2022, Riot Games thông báo rằng Paper Rex đã được chọn là một trong 30 đội nhượng quyền cho VCT 2023. PRX vô địch giải đấu Valorant India Invitational 2022.
Vào ngày 22 tháng 3 năm 2023, giữa mùa giải VCT Pacific ở Seoul, Paper Rex đã ký hợp đồng với Ilya "something" Petrov, một tuyển thủ người Nga trước đây từng chơi cho Sengoku Gaming.
Paper Rex đủ điều kiện tham dự Masters Tokyo 2023 và Champions Los Angeles 2023 sau khi hạ gục T1 vào ngày 20 tháng 5 năm 2023 ở vòng bán kết nhánh thắng. Sau đó, đội tiếp tục vô địch VCT Pacific vào ngày 28 tháng 5 năm 2023, sau khi lội ngược dòng đánh bại DRX với tỉ số 3-2. Ngay sau khi về nhất ở giải vô địch VCT Pacific League, Paper Rex đã thông báo quyết định ký hợp đồng với tuyển thủ Ilya "something" Petrov bằng cách chuyển Ingame Leader của họ, Benedict "Benkai" Tan, đến một vị trí dự bị trong danh sách.
Trong Masters Tokyo 2023, đội đã phải triệu tập tuyển thủ thay thế Patiphan "CGRS" Posri vì Ilya "Something" Petrov không thể xin được visa để tham gia giải đấu. Đội đã đạt được vị trí thứ ba mặc dù không có đội hình như thường lệ, và thất bại trước Evil Geniuses ở trận chung kết nhánh thua với tỷ số 3-2.
Paper Rex đã tham dự Champions Los Angeles 2023 với đội hình đầy đủ của mình và giành được vị trí thứ 2, sau khi thất thủ trước Evil Geniuses trong trận chung kết tổng với tỷ số 3-1.
Trong sự kiện Champions nói trên, sau chiến thắng 2-1 của Paper Rex trước LOUD, Round Up Gamers đã phỏng vấn Huấn luyện viên Alex "alecks" Salle, người đã tiết lộ rằng Wang "Jinggg" Jing Jie sẽ rời đội hình cho Mùa giải 2024 do anh phải thực hiện nghĩa vụ quân sự bắt buộc. Sau đó Jinggg được chuyển đến vị trí dự bị sau khi kết thúc giải đấu Champions.
Vào ngày 11 tháng 9 năm 2023, Paper Rex thông báo qua mạng xã hội rằng Patiphan "CGRS" Posri đã không gia hạn hợp đồng và sẽ "rời Paper Rex để theo đuổi những mục tiêu mới". Vào ngày 16 tháng 9, chỉ 5 ngày sau thông báo về sự ra đi của CGRS, Paper Rex đã thông báo bổ sung Cahya "Monyet" Nugraha vào đội Valorant để thay thế Jinggg, người sẽ không thể thi đấu vào năm 2024 để thực hiện nghĩa vụ quân sự tại Singapore. Cùng ngày, Paper Rex cũng thông báo về sự ra đi của Benkai.
Ngày 25 tháng 2 năm 2024, Paper Rex đủ điều kiện tham dự Valorant Champions Tour 2024: Masters Madrid với tư cách là seed 2 sau khi để thua 1-3 trước GENG.
Ngày 23 tháng 3 năm 2024, Paper Rex dừng bước tại Master Madrid sau khi để thua 1-3 trước Sentinels tại Chung Kết Nhánh Thua.
Ngày 29 tháng 3 năm 2024, Paper Rex thông báo qua mạng xã hội rằng tuyển thủ Wang "Jinggg" Jing Jie sẽ quay trở lại thi đấu sau khi không đủ điều kiện sức khoẻ để tham gia thực hiện nghĩa vụ quân sự bắt buộc.
Sau chiến thắng 3-2 trước GENG giúp họ lên ngôi vô địch Pacific Stage 1 vào ngày 12 tháng 5 năm 2024, Paper Rex đủ điều kiện tham gia Master Shanghai với tư cách là seed 1 nhưng sau đó bị loại với thứ hạng 5-6 sau khi để thua 1-2 trước 100 Thieves.
Ngày 20 tháng 5 năm 2024, Paper Rex thông báo qua mạng xã hội rằng Cahya "Monyet" Nugraha đã không gia hạn hợp đồng và sẽ "rời Paper Rex để theo đuổi những mục tiêu mới"
Ngày 20 tháng 7 năm 2024, Paper Rex đủ điều kiện tham dự Champions Seoul 2024 mặc dù để thua DRX với tỉ số 2-3 ở Chung Kết Nhánh Thua.
Ngày 11 tháng 8 năm 2024, Paper Rex dừng bước tại Champion Seoul 2024 sau khi để thua 1-2 trước Edward Gaming ở vị trí thứ 9-12.
Ngày 1 tháng 12 năm 2024, Paper Rex lên ngôi vô địch trong giải Valorant Radiant Asia Invitational sau khi đánh bại DetonatioN FocusMe với tỉ số 3-1.
Ngày 1 tháng 2 năm 2025, Paper Rex bỏ lỡ giải đấu Valorant Champions Tour 2025: Masters Bangkok sau khi để thua 0-2 trước DetonatioN FocusMe qua đó chấm dứt chuỗi kỷ lục tham dự các giải quốc tế của họ từ 2021.
Ngày 4 tháng 3 năm 2025, Paper Rex kí hợp đồng với Patrick "PatMen" Mendoza một tuyển thủ người Philippines trước đó chơi cho NAOS Esport  với tư cách là người thứ 6 của đội 
Ngày 6 tháng 4 năm 2025, Paper Rex cho Patrick "PatMen" Mendoza vào đội hình chính trong trận đấu với BOOM Esport , thay thế Aaron "mindfreak" Leonhart vào danh sách dự bị kiêm trợ lý huấn luyện viên. 
Ngày 9 tháng 5 năm 2025, Paper Rex đủ điều kiện tham dự Valorant Champions Tour 2025: Masters Toronto với tư cách là seed 3 sau khi đánh bại DRX nhờ vào việc vươn lên từ 0-3 vòng bảng và để thua trước Rex Regum Qeon ở Chung Kết Nhánh Thua.
Ngày 23 tháng 6 năm 2025, Paper Rex lên ngôi vô địch tại Master Toronto sau khi chiến thắng 3-1 trước Fnatic qua đó chính thức có chức vô địch quốc tế sau 5 năm kể từ lúc thành lập.